# Zdeněk Pavelek
Zdeněk Pavelek (* 12. listopad 1973, Československo) je bývalý český hokejista. Hrál na postu útočníka.

## Hráčská kariéra
- 1992-93 HC Slezan Opava
- 1993-94 HC Slezan Opava, HC Vítkovice
- 1995-96 HC Slezan Opava
- 1996-97 HC Slezan Opava
- 1997-98 HC Slezan Opava
- 1998-99 HC Vítkovice
- 1999-00 HC Karlovy Vary, HC Vítkovice
- 2000-01 HC Vítkovice
- 2001-02 HC Vítkovice
- 2002-03 HC Oceláři Třinec
- 2003-04 HC Oceláři Třinec
- 2004-05 HC Oceláři Třinec
- 2005-06 HC Oceláři Třinec, HC Karlovy Vary
- 2006-07 HC Oceláři Třinec, LHK Jestřábi Prostějov
- 2007-08 HC Oceláři Třinec, HC Sareza Ostrava, LHK Jestřábi Prostějov
- 2008-09 HC Oceláři Třinec, HC Poruba, HC Havířov
- 2009-10 HC Šumperk, HC Slezan Opava
- 2010-11 HC Slezan Opava
- 2011-12 HC Slezan Opava
- 2012-13 HC Slezan Opava
- 2013-14 HC Slezan Opava
- 2014-15 HC Slezan Opava
- 2015-16 HC Slezan Opava
- 2016-17 HC Slezan Opava
- 2017-18 TJ Horní Benešov